# Periscyphis nigricans
Periscyphis nigricans is een pissebed uit de familie Eubelidae. De wetenschappelijke naam van de soort is voor het eerst geldig gepubliceerd in 1926 door Omer-Cooper.